# Pavlivka, Bila Țerkva
Pavlivka (în ucraineană Павлівка) este un sat în comuna Iosîpivka din raionul Bila Țerkva, regiunea Kiev, Ucraina.

## Demografie
Componența lingvistică a localității Pavlivka
     Ucraineană (96,58%)
     Rusă (3,42%)
Conform recensământului din 2001, majoritatea populației localității Pavlivka era vorbitoare de ucraineană (96,58%), existând în minoritate și vorbitori de rusă (3,42%).